# Campionati italiani di duathlon sprint del 2010
I Campionati italiani di duathlon sprint del 2010 (III edizione) sono stati organizzati dalla Federazione Italiana Triathlon e si sono tenuti a Noceto in Emilia-Romagna, in data 11 aprile 2010.
Tra gli uomini ha vinto Daniel Hofer ( Carabinieri), mentre la gara femminile è andata a Annamaria Mazzetti ( Fiamme Oro).

## Risultati

### Élite uomini
| Pos. | Atleta                  | Società sportiva     | Corsa    | Bici     | Corsa    | Totale   |
| ---- | ----------------------- | -------------------- | -------- | -------- | -------- | -------- |
|      | Daniel Hofer            | Carabinieri          | 00:15:05 | 00:31:59 | 00:07:30 | 00:55:52 |
|      | Massimo De Ponti        | Carabinieri          | 00:15:05 | 00:31:50 | 00:07:32 | 00:55:58 |
|      | Andrea Secchiero        | Protek Triathlon Rho | 00:15:06 | 00:31:56 | 00:07:37 | 00:56:02 |
| 4    | Alex Ascenzi            | Fiamme Azzurre       | 00:15:04 | 00:31:56 | 00:07:44 | 00:56:08 |
| 5    | Danilo Brustolon        | Fiamme Oro           | 00:15:07 | 00:31:47 | 00:07:53 | 00:56:19 |
| 6    | Davide Uccellari        | CUS Parma Medel      | 00:15:06 | 00:31:55 | 00:07:49 | 00:56:25 |
| 7    | Alessandro Lambruschini | Fiamme Oro           | 00:15:07 | 00:31:55 | 00:08:01 | 00:56:30 |
| 8    | Alessio Picco           | T.D. Rimini          | 00:15:06 | 00:31:54 | 00:08:09 | 00:56:36 |
| 9    | Michael Obrist          | Ksv Triathlon        | 00:15:35 | 00:31:25 | 00:08:09 | 00:56:42 |
| 10   | Massimiliano Sansone    | Poletti              | 00:15:33 | 00:31:25 | 00:08:09 | 00:56:46 |
| 11   | Alberto Casadei         | Fiamme Oro           | 00:15:33 | 00:31:20 | 00:08:29 | 00:57:01 |
| 12   | Manuele Canuto          | Fiamme Oro           | 00:15:34 | 00:31:54 | 00:08:07 | 00:57:07 |
| 13   | Matteo Bruschi          | Liger Team Keyline   | 00:00:00 | 00:00:00 | 00:00:00 | 00:57:14 |
| 14   | Gianpaolo Papes         | Freetime Triathlon   | 00:15:33 | 00:32:07 | 00:07:53 | 00:57:14 |
| 15   | Matthias Steinwandter   | Alta Pusteria        | 00:15:31 | 00:32:02 | 00:08:11 | 00:57:17 |
| 16   | Luca Bonazzi            | Poletti              | 00:15:33 | 00:32:00 | 00:08:06 | 00:57:20 |
| 17   | Alberto Della Pasqua    | T.D. Rimini          | 00:15:32 | 00:32:10 | 00:08:07 | 00:57:21 |
| 18   | Cristiano Sgrazzutti    | Udine Triathlon      | 00:15:32 | 00:32:10 | 00:07:58 | 00:57:24 |
| 19   | Marco Guerci            | Atletica Bellinzago  | 00:15:34 | 00:32:03 | 00:08:22 | 00:57:24 |
| 20   | Michele Insalata        | Iron Lion Team       | 00:15:31 | 00:31:56 | 00:08:08 | 00:57:26 |

### Élite donne
| Pos. | Atleta              | Società sportiva        | Corsa    | Bici     | Corsa    | Totale   |
| ---- | ------------------- | ----------------------- | -------- | -------- | -------- | -------- |
|      | Annamaria Mazzetti  | Fiamme Oro              | 00:17:47 | 00:37:52 | 00:08:53 | 01:04:32 |
|      | Maria Alfonsa Sella | T.D. Rimini             | 00:17:47 | 00:37:52 | 00:08:59 | 01:04:38 |
|      | Daniela Chmet       | Fiamme Oro              | 00:17:49 | 00:37:51 | 00:09:04 | 01:04:44 |
| 4    | Alice Capone        | Forhans Team            | 00:17:47 | 00:37:57 | 00:09:15 | 01:04:59 |
| 5    | Alexa Giussani      | Atletica Bellinzago     | 00:17:55 | 00:39:23 | 00:09:25 | 01:06:43 |
| 6    | Gaia Peron          | T.D. Rimini             | 00:18:55 | 00:37:47 | 00:10:12 | 01:06:54 |
| 7    | Giorgia Priarone    | Virtus                  | 00:18:35 | 00:39:41 | 00:09:44 | 01:08:00 |
| 8    | Maria Pezzarossa    | CUS Parma Medel         | 00:18:37 | 00:39:40 | 00:09:48 | 01:08:05 |
| 9    | Alessia Orla        | Torino 3                | 00:18:55 | 00:39:18 | 00:10:06 | 01:08:19 |
| 10   | Patrizia Dorsi      | Piacenza Triathlon Vivo | 00:19:18 | 00:38:59 | 00:10:06 | 01:08:23 |
| 11   | Nadia Rossi         | T.D. Rimini             | 00:19:15 | 00:39:02 | 00:10:22 | 01:08:39 |
| 12   | Silvia Serafini     | T.D. Rimini             | 00:19:36 | 00:38:50 | 00:10:25 | 01:08:51 |
| 13   | Ilaria Zavanone     | Torino 3                | 00:19:33 | 00:38:51 | 00:11:01 | 01:09:25 |
| 14   | Angela Serena       | Freezone                | 00:19:15 | 00:40:11 | 00:10:07 | 01:09:33 |
| 15   | Elena Maria Petrini | T.D. Rimini             | 00:18:34 | 00:40:39 | 00:10:37 | 01:09:50 |
| 16   | Paola Goldoni       | Desenzano Triathlon     | 00:19:47 | 00:40:24 | 00:10:11 | 01:10:22 |
| 17   | Sara Desideri       | Forhans Team            | 00:18:52 | 00:41:37 | 00:10:11 | 01:10:40 |
| 18   | Martina Contorni    | Forhans Team            | 00:18:57 | 00:41:41 | 00:10:17 | 01:10:55 |
| 19   | Claudia Bordiga     | Peperoncino Team        | 00:19:46 | 00:40:56 | 00:10:21 | 01:11:03 |
| 20   | Elisabetta Stampi   | T.D. Rimini             | 00:20:02 | 00:40:39 | 00:10:22 | 01:11:03 |